# Таунг
Таунг је мали град смештен у северозападној провинцији у јужној Африци. Име града значи место лава.

## Дете из Таунга
1924. је у каменолому близу града пронађена лобања названа Дете из Таунга. То је први пронађени фосилизовани остатак изумрле врсте хоминида Australopithecus africanus.